# Liste des chronologies par zone géographique
Cette liste a pour but de recenser les articles de l'encyclopédie établissant ou contenant des chronologies classées par zones géographiques.

## Afrique
- Chronologie de l'Afrique
- Chronologie de la décolonisation de l'Afrique

### Afrique du Nord

#### Algérie
- Chronologie de l'Algérie
- Chronologie de la ville de Batna
- Chronologie de la ville d'Oran
- Chronologie de la ville de Bejaia

#### Égypte
- Chronologie de l'Égypte
- Pharaons par ordre chronologique
- Chronologies comparées des dynasties égyptiennes

#### Libye
- Chronologie de la Libye

#### Maroc
- Chronologie du Maroc
- Chronologie de Salé

#### Mauritanie
- Chronologie de la Mauritanie

#### Niger
- Chronologie du Niger

#### Sahara occidental
- Chronologie du Sahara occidental

#### Tunisie
- Chronologie de la Tunisie

### Afrique de l'Ouest

#### Bénin
- Chronologie du Bénin

#### Burkina Faso
- Chronologie du Burkina Faso

#### Cap-Vert
- Chronologie du Cap-Vert

#### Côte d'Ivoire
- Chronologie de la Côte d'Ivoire
- Chronologie de la guerre civile en Côte d'Ivoire

#### Gambie
- Chronologie de la Gambie

#### Ghana
- Chronologie du Ghana

#### Guinée
- Chronologie de la Guinée

#### Guinée-Bissau
- Chronologie de la Guinée

#### Liberia
- Chronologie du Liberia

#### Mali
- Chronologie du Mali

#### Nigeria
- Chronologie du Nigeria

#### Sao Tomé-et-Principe
- Chronologie de Sao Tomé-et-Principe

#### Sénégal
- Chronologie du Sénégal

#### Sierra Leone
- Chronologie du Sierra Leone

#### Togo
- Chronologie du Togo

### Afrique centrale

#### Cameroun
- Chronologie du Cameroun

#### Gabon
- Chronologie du Gabon

#### Guinée équatoriale
- Chronologie de la Guinée équatoriale

#### République centrafricaine
- Chronologie de la République centrafricaine

#### République du Congo
- Chronologie du Congo-Brazzaville

#### République démocratique du Congo
- Chronologie du Congo-Kinshasa

#### Tchad
- Chronologie du Tchad

### Afrique de l'Est

#### Burundi
- Chronologie du Burundi

#### Djibouti
- Chronologie de Djibouti

#### Érythrée
- Chronologie de l'Érythrée

#### Éthiopie
- Chronologie de l'Éthiopie

#### Kenya
- Chronologie du Kenya

#### Ouganda
- Chronologie de l'Ouganda

#### Rwanda
- Chronologie du Rwanda

#### Seychelles
- Chronologie des Seychelles

#### Somalie
- Chronologie de la Somalie

#### Soudan
- Chronologie du Soudan
- Chronologie du Darfour

#### Tanzanie
- Chronologie de la Tanzanie

### Afrique australe

#### Afrique du Sud
- Chronologie de l'Afrique du Sud

#### Angola
- Chronologie de l'Angola

#### Botswana
- Chronologie du Botswana

#### Comores
- Chronologie des Comores

#### Lesotho
- Chronologie du Lesotho

#### Madagascar
- Chronologie de Madagascar

#### Malawi
- Chronologie du Malawi

#### Maurice
- Chronologie de l'île Maurice

#### Mozambique
- Chronologie du Mozambique

#### Namibie
- Chronologie de la Namibie

#### Swaziland
- Chronologie du Swaziland

#### Zambie
- Chronologie de la Zambie

#### Zimbabwe
- Chronologie du Zimbabwe

## Amériques
- Chronologie de l'Amérique

### Amérique du Nord

#### Acadie
- Chronologie de l'histoire de l'Acadie
- Chronologie de l'histoire de l'Acadie jusqu'en 1604
- Chronologie de l'histoire de l'Acadie (1604 à 1649)
- Chronologie de l'histoire de l'Acadie (1650 à 1699)
- Chronologie de l'histoire de l'Acadie (1700 à 1749)
- Chronologie de l'histoire de l'Acadie (1750 à 1799)
- Chronologie de l'histoire de l'Acadie (1800 à 1849)
- Chronologie de l'histoire de l'Acadie (1850 à 1899)
- Chronologie de l'histoire de l'Acadie (1900 à 1949)
- Chronologie de l'histoire de l'Acadie (1950 à 1999)
- Chronologie de l'histoire de l'Acadie (2000 à aujourd'hui)

#### Bermudes
- Chronologie des Bermudes

#### Canada
- Chronologie du Canada

##### Île-du-Prince-Édouard
- Chronologie de l'Île-du-Prince-Édouard

##### Nouveau-Brunswick
- Chronologie du Nouveau-Brunswick

##### Ontario
- Chronologie de l'histoire de l'Ontario

##### Québec
- Chronologie du Québec
- Chronologie de l'histoire du Québec jusqu'en 1533
- Chronologie de l'histoire du Québec (1534 à 1607)
- Chronologie de l'histoire du Québec (1608 à 1662)
- Chronologie de l'histoire du Québec (1663 à 1759)
- Chronologie de l'histoire du Québec (1760 à 1773)
- Chronologie de l'histoire du Québec (1774 à 1790)
- Chronologie de l'histoire du Québec (1791 à 1840)
- Chronologie de l'histoire du Québec (1841 à 1866)
- Chronologie de l'histoire du Québec (1867 à 1899)
- Chronologie de l'histoire du Québec (1900 à 1930)
- Chronologie de l'histoire du Québec (1931 à 1959)
- Chronologie de l'histoire du Québec (1960 à 1981)
- Chronologie de l'histoire du Québec (1982 à aujourd'hui)
- Chronologie de l'histoire de Montréal

#### États-Unis
- Chronologie des États-Unis
- Chronologie de la révolution américaine
- Chronologie des États-Unis pendant la Seconde Guerre mondiale
- Chronologie de la bande dessinée américaine
- Chronologie détaillée de l'ouragan Katrina
- Interventions militaires des États-Unis dans le monde

##### Chronologies par États
- Chronologie de l'Alabama
- Chronologie de l'Alaska
- Chronologie de l'Arizona
- Chronologie de l'Arkansas
- Chronologie de la Californie
- Chronologie de la Caroline du Nord
- Chronologie de la Caroline du Sud
- Chronologie du Colorado
- Chronologie du Connecticut
- Chronologie du Dakota du Nord
- Chronologie du Dakota du Sud
- Chronologie du Delaware
- Chronologie de la Floride
- Chronologie de la Géorgie (États-Unis)
- Chronologie d'Hawaï
- Chronologie de l'Idaho
- Chronologie de l'Illinois
- Chronologie de l'Indianna
- Chronologie de l'Iowa
- Chronologie du Kansas
- Chronologie du Kentucky
- Chronologie de la Louisiane
- Chronologie du Maine
- Chronologie du Maryland
- Chronologie du Massachusetts
- Chronologie du Michigan
- Chronologie du Minnesota
- Chronologie du Mississippi
- Chronologie du Missouri
- Chronologie du Montana
- Chronologie du Nebraska
- Chronologie du Nevada
- Chronologie du New Hampshire
- Chronologie du New Jersey
- Chronologie de l'État de New York
- Chronologie du Nouveau Mexique
- Chronologie de l'Ohio
- Chronologie de l'Oklahoma
- Chronologie de l'Oregon
- Chronologie de la Pennsylvanie
- Chronologie de Rhode Island
- Chronologie du Tennessee
- Chronologie du Texas
- Chronologie de l'Utah
- Chronologie du Vermont
- Chronologie de la Virginie
- Chronologie de la Virginie occidentale
- Chronologie de l'État de Washington
- Chronologie du Wisconsin
- Chronologie du Wyoming
- Chronologie du district de Washington

##### Chronologies par villes
- Chronologie de Boston
- Chronologie de New York

#### Groenland
- Chronologie du Groenland

### Antilles et Caraïbes

#### Anguilla
- Chronologie d'Anguilla

#### Antigua-et-Barbuda
- Chronologie d'Antigua et Barbuda

#### Antilles américaines

##### Îles Vierges américaines
- Chronologie des îles Vierges américaines

##### Porto Rico
- Chronologie de Porto Rico

#### Antilles britanniques

##### Îles Caïmans
- Chronologie des îles Caïmans

##### Îles Vierges britanniques
- Chronologie des îles Vierges britanniques

##### Montserrat
- Chronologie de Montserrat

##### Îles Turques-et-Caïques
- Chronologie des Îles Turques-et-Caïques

#### Antilles françaises
- Chronologie des Antilles françaises

##### Guadeloupe
- Chronologie de la Guadeloupe

##### Martinique
- Chronologie de la Martinique

#### Antilles néerlandaises
- Chronologie des Antilles néerlandaises

##### Aruba
- Chronologie d'Aruba

#### Bahamas
- Chronologie des Bahamas

#### Cuba
- Chronologie de Cuba

#### Dominique
- Chronologie de la Dominique

#### Grenade
- Chronologie de l'île de Grenade

#### Haïti
- Chronologie d'Haïti

#### Jamaïque
- Chronologie de la Jamaïque

#### République dominicaine
- Chronologie de la République dominicaine

#### Saint-Christophe-et-Niévès
- Chronologie de Saint-Christophe-et-Niévès

#### Saint-Vincent-et-les-Grenadines
- Chronologie de Saint-Vincent-et-les-Grenadines

#### Sainte-Lucie
- Chronologie de Sainte-Lucie

#### Trinité-et-Tobago
- Chronologie de Trinité-et-Tobago

### Amérique centrale

#### Belize
- Chronologie du Belize

#### Costa Rica
- Chronologie du Costa Rica

#### Salvador
- Chronologie du Salvador

#### Guatemala
- Chronologie du Guatemala

#### Honduras
- Chronologie du Honduras

#### Mexique
- Chronologie du Mexique

#### Nicaragua
- Chronologie du Nicaragua

#### Panama
- Chronologie du Panama

### Amérique du Sud

#### Argentine
- Chronologie de l'Argentine

#### Bolivie
- Chronologie de la Bolivie

#### Brésil
- Chronologie du Brésil

#### Chili
- Chronologie du Chili

#### Colombie
- Chronologie de la Colombie

#### Équateur
- Chronologie de l'Équateur

#### Guyana
- Chronologie du Guyana

#### Guyane
- Chronologie de la Guyane

#### Îles Malouines
- Chronologie des îles Malouines

#### Paraguay
- Chronologie du Paraguay

#### Pérou
- Chronologie du Pérou

#### Suriname
- Chronologie du Suriname

#### Uruguay
- Chronologie de l'Uruguay

#### Venezuela
- Chronologie du Venezuela

## Asie

### Asie centrale

#### Afghanistan
- Chronologie de l'Afghanistan

#### Arménie
- Chronologie de l'Arménie

#### Azerbaïdjan
- Chronologie de l'Azerbaïdjan

#### Géorgie
- Chronologie de la Géorgie
- Chronologie de la Géorgie depuis 1991

#### Kazakhstan
- Chronologie du Kazakhstan

#### Kirghizstan
- Chronologie du Kirghizstan

#### Mongolie
- Chronologie de la Mongolie

#### Ouzbékistan
- Chronologie de l'Ouzbékistan

#### Tadjikistan
- Chronologie du Tadjikistan

#### Turkménistan
- Chronologie du Turkménistan

### Asie du Sud-Est

#### Birmanie
- Chronologie de la Birmanie

#### Bruneï
- Chronologie du Bruneï

#### Cambodge
- Chronologie du Cambodge
- Chronologie de l'empire Khmer

#### Indonésie
- Chronologie de l'Indonésie
- Chronologie de Java

#### Laos
- Chronologie du Laos

#### Malaisie
- Chronologie de la Malaisie

#### Philippines
- Chronologie des Philippines

#### Singapour
- Chronologie de Singapour

#### Thaïlande
- Chronologie de la Thaïlande

#### Timor oriental
- Chronologie du Timor oriental

#### Viêt Nam
- Chronologie du Viêt Nam
- Chronologie de la guerre du Viêt Nam

### Extrême-Orient

#### Chine
- Chronologie de la Chine
- Chronologie du monde chinois
- Chronologie des dynasties chinoises
- Chroniques des Trois royaumes

##### Hong Kong
- Chronologie de Hong Kong

##### Macao
- Chronologie de Macao

#### Japon
- Chronologie du Japon
- Période Kofun
- Période Muromachi
- Ère Heian
- Chronologie de l'accident nucléaire de Fukushima

#### Taïwan
- Chronologie historique de l'île de Taïwan

### Moyen-Orient
- Chronologie de la première croisade

#### Arabie saoudite
- Chronologie de l'Arabie saoudite

#### Bahreïn
- Chronologie de Bahrein

#### Égypte
- Chronologie de l'Égypte

#### Émirats arabes unis
- Chronologie des Émirats arabes unis

#### Irak
- Chronologie de l'Irak

#### Iran
- Chronologie de l'Iran

#### Israël
- Chronologie d'Israël
- Chronologie du sionisme

#### Jordanie
- Chronologie de la Jordanie

#### Koweït
- Chronologie du Koweït
- Chronologie de la guerre du Golfe (1990-1991)

#### Kurdistan
- Chronologie du Kurdistan

#### Liban
- Chronologie du Liban

#### Oman
- Chronologie d'Oman

#### Palestine
- Chronologie de la Palestine

#### Qatar
- Chronologie de Qatar

#### Syrie
- Chronologie de la Syrie

#### Turquie
- Chronologie de la Turquie

#### Yémen
- Chronologie du Yémen

### Sous-continent indien

#### Bangladesh
- Chronologie du Bangladesh

#### Bhoutan
- Chronologie du Bhoutan

#### Inde
- Chronologie de l'Inde ancienne
- Chronologie de l'Inde
- Chronologie de l'Inde : La période des grands Moghols
- Chronologie de l'Inde, le Sultanat de Delhi
- Chronologie de l'Inde, de l'indépendance à nos jours

#### Maldives
- Chronologie des Maldives

#### Népal
- Chronologie du Népal

#### Pakistan
- Chronologie du Pakistan

#### Sri Lanka
- Chronologie du Sri Lanka

#### Tibet
- Chronologie du Tibet

## Europe
- Chronologie de l'Europe

### Europe du Nord
- Chronologie des Vikings

#### Allemagne
- Chronologie de l'Allemagne
- Chronologie de l'Allemagne de l'Est
- Chronologie de la Bavière
- Chronologie de la République de Weimar
- Chronologie du Troisième Reich
- Chronologie du syndicalisme en Allemagne

#### Danemark
- Chronologie du Danemark

##### Groenland
- Chronologie du Groenland

##### Îles Féroé
- Chronologie des îles Féroé

#### Estonie
- Chronologie de l'Estonie

#### Finlande
- Chronologie de la Finlande

#### Islande
- Chronologie de l'Islande

#### Lettonie
- Chronologie de la Lettonie

#### Lituanie
- Chronologie de la Lituanie

#### Norvège
- Chronologie de la Norvège

##### Spitzberg
- Chronologie du Spitzberg

#### Pays-Bas
- Chronologie des Pays-Bas

#### Pologne
- Chronologie de la Pologne
- Chronologie de l'histoire des Juifs en Pologne

#### Suède
- Chronologie de la Suède

### Europe centrale et balkanique
- Chronologie de l'empire austro-hongrois
- Chronologie de la Yougoslavie

#### Albanie
- Chronologie de l'Albanie

#### Autriche
- Chronologie de l'Autriche

#### Bosnie-Herzégovine
- Chronologie de la Bosnie-Herzégovine

#### Bulgarie
- Chronologie de la Bulgarie

#### Chypre
- Chronologie de Chypre

#### Croatie
- Chronologie de la Croatie

#### Grèce
- Chronologie de la Grèce
- Chronologie de la Grèce antique
- Chronologie des Jeux Olympiques antiques
- Chronologie de la Crête

#### Hongrie
- Chronologie de la Hongrie

#### Macédoine du Nord
- Chronologie de la Macédoine du Nord

#### Moldavie
- Chronologie de la Moldavie

#### Monténégro
- Chronologie du Monténégro

#### République tchèque
- Chronologie de la République tchèque
- Chronologie de Prague

#### Roumanie
- Chronologie de la Roumanie
- Chronologie de la Dacie

#### Serbie
- Chronologie de la Serbie
- Chronologie des Serbes

#### Slovaquie
- Chronologie de la Slovaquie
- Chronologie de Bratislava

#### Slovénie
- Chronologie de la Slovénie

### Europe de l'Est

#### Biélorussie
- Chronologie de la Biélorussie

#### Russie
- Chronologie de la Russie
- Chronologie de l'Union des républiques socialistes soviétiques
- Chronologie de la Sibérie
- Chronologie de la Tchétchénie

#### Ukraine
- Chronologie de l'Ukraine
- Chronologie de la Crimée

### Europe de l'Ouest

#### Andorre
- Chronologie de l'Andorre

#### Belgique
- Chronologie de la Belgique
- Chronologie du statut de la femme en Belgique
- Chronologie de Bruxelles
- Chronologie de Tournai

#### Espagne
- Chronologie de l'Espagne
- Histoire d'al-Andalus
- Chronologie de l'Aragon
- Chronologie des Baléares
- Chronologie des Canaries
- Chronologie de la Catalogne
- Chronologie du Pays basque

#### France
- Chronologie des sacres des rois de France
- Chronologie de la place des femmes dans les sciences en France
- Chronologie du syndicalisme en France
- Chronologie du château de Versailles
- Chronologie de la France rurale (1848-1945)

##### France par périodes
Préhistoire, Gaule, et Gaule romaine :
- Chronologie de la France à la Préhistoire (jusqu'en -680)
- Chronologie de la Gaule (-680/-52)
- Chronologie de la Gaule romaine (-52/486) et un article associé.

Moyen Âge et Renaissance :
- Chronologie de la France au Moyen Âge (406-1453)
- Chronologie de l'accroissement du domaine royal français
- Chronologie de la France sous la Renaissance (1453-1598)

Vers la Monarchie absolue :
- Chronologie de la France sous Louis XIII (1598-1643)
- Chronologie de la France sous Louis XIV (1643-1715)
- Chronologie de la France sous Louis XV
- Chronologie de la France sous Louis XVI

Révolution :
- Chronologie de la Révolution française (1789-1799)
- Chronologie napoléonienne

France contemporaine du XIXe :
- Chronologie de la France sous Napoléon
- Chronologie de la France sous la Restauration
- Chronologie de la France pendant les Cent-Jours
- Chronologie de la France sous la monarchie de Juillet
- Chronologie de la France sous la Deuxième République
- Chronologie de la France sous le Second Empire
- Chronologie du siège de Paris (1870)
- Chronologie de la Commune de Paris (1871)
- Chronologie de la France sous la Troisième République (1870-1914)
- Chronologie de la politique internationale française de 1814 à 1914

France contemporaine du XXe :
- Chronologie de la France pendant la Première Guerre mondiale
- Chronologie de la France sous la Troisième République (1918-1940)
- Chronologie de la France sous la seconde Guerre (1940-1945) (et Chronologie de la Seconde Guerre mondiale)
- Chronologie de la Libération en France
- Chronologie de la France sous la IVe République
- Chronologie de la France sous la Cinquième République

##### France par régions (administrative ou historique)
- Chronologie de la Bretagne
- Chronologie de la Bourgogne
- Liste chronologique des attentats attribués à l'Armée révolutionnaire bretonne
- Chronologie de la Champagne
- Chronologie de la Corse
- Chronologie de la Lorraine
- Chronologie de la Provence
- Chronologie de la Savoie

##### France par département
- Chronologie de la Charente
- Chronologie de la Charente-Maritime
- Chronologie de l'Essonne
- Chronologie de l'Hérault
- Chronologie de l'Isère
- Chronologie des Yvelines

##### France par communes
- Chronologie d'Agde
- Chronologie d'Aix-en-Provence
- Chronologie d'Aix-les-Bains
- Chronologie d'Annecy
- Chronologie d'Arles
- Chronologie de Besançon
- Chronologie de Bordeaux
- Chronologie de Brest
- Chronologie de Caen
- Chronologie de Chambéry
- Chronologie de Clermont-Ferrand
- Chronologie de Créteil
- Chronologie de Dunkerque
- Chronologie d'Étampes
- Chronologie de Fréjus
- Chronologie de Grenoble
- Chronologie du Havre
- Chronologie d'Hyères
- Chronologie de Lille
- Chronologie de La Queue-en-Brie
- Chronologie de La Rochelle
- Chronologie de Lyon
- Chronologie de Marseillan (Hérault)
- Chronologie de Marseille
- Chronologie de Narbonne
- Chronologie de Nancy
- Chronologie de Nantes
- Chronologie de Nice
- Chronologie de Paris
- Chronologie de Rennes
- Chronologie de Rouen
- Chronologie de Royan
- Chronologie de Saintes
- Chronologie de Saint-Étienne
- Chronologie de Saint-Louis (Haut-Rhin)
- Chronologie de Strasbourg
- Chronologie de Toulon
- Chronologie de Toulouse
- Chronologie du Touquet-Paris-Plage
- Chronologie de Troyes
- Chronologie de Vannes

#### Irlande
- Chronologie de l'Irlande
- Chronologie de la Grande Famine en Irlande

#### Italie
- Chronologie de l'Italie
- Chronologie de l'unification de l'Italie
- Chronologie de l'union civile en Italie

##### Italie par villes
- Chronologie de Bologne
- Chronologie de Florence
- Chronologie de Gênes
- Chronologie de Milan
- Chronologie de Naples
- Chronologie de Rome
- Chronologie de Turin
- Chronologie de Venise

##### Sardaigne
- Chronologie de la Sardaigne

##### Sicile
- Chronologie de la Sicile

#### Liechtenstein
- Chronologie du Liechtenstein

#### Luxembourg
- Chronologie du Luxembourg

#### Malte
- Chronologie de Malte

#### Portugal
- Chronologie du Portugal

##### Açores
- Chronologie des Açores

#### Royaume-Uni
- Chronologie du Royaume-Uni

##### Angleterre
- Chronologie de l'Angleterre

###### Comtés et villes
- Chronologie de Londres

##### Écosse
- Chronologie de l'Écosse
- Chronologie d'Édimbourg
- Chronologie des îles Shetland

##### Pays de Galles
- Chronologie du pays de Galles

##### Irlande du Nord
- Chronologie de l'Irlande du Nord

##### Dépendances de la Couronne

###### Île de Man
- Chronologie de l'île de Man

###### Îles Anglo-Normandes
- Chronologie des îles Anglo-Normandes

###### Gibraltar
- Chronologie de Gibraltar

#### Saint-Marin
- Chronologie de Saint-Marin

#### Suisse
- Chronologie de la Suisse
- Chronologie du Valais
- Chronologie du Pays de Vaud
- Chronologie du canton de Genève

#### Vatican
- Chronologie du Vatican
- Chronologie de la principauté d'Avignon

### Union européenne
- Chronologie de l'Union européenne

## Océanie

### Australie
- Chronologie de l'Australie

### Îles Cook
- Chronologie des îles Cook

### Fidji
- Chronologie des Fidji

### Kiribati
- Chronologie de Kiribati

### Îles Mariannes
- Chronologie des Mariannes

### Îles Mariannes du Nord
- Chronologie des Mariannes du Nord

### Guam
- Chronologie de Guam

### Micronésie
- Chronologie de la Micronésie

### Nauru
- Chronologie de Nauru

### Niué
- Chronologie de Niué

### Île Norfolk
- Chronologie de l'île Norfolk

### Nouvelle-Calédonie
- Chronologie de la Nouvelle-Calédonie

### Nouvelle-Zélande
- Chronologie de la Nouvelle-Zélande

### Palaos
- Chronologie des Palaos

### Papouasie-Nouvelle-Guinée
- Chronologie de la Papouasie-Nouvelle-Guinée

### Polynésie française
- Chronologie de la Polynésie française
- Chronologie de Tahiti

### Îles Salomon
- Chronologie des Salomon

### Samoa
- Chronologie des Samoa

### Samoa américaines
- Chronologie des Samoa américaines

### Tokelau
- Chronologie des Tokelau

### Tonga
- Chronologie des Tonga

### Tuvalu
- Chronologie des Tuvalu

### Vanuatu
- Chronologie de Vanuatu

### Wallis-et-Futuna
- Chronologie de Wallis-et-Futuna

## Pôles
- Chronologie de l'Antarctique
- Chronologie de l'Arctique